# Quartinia parvula
Quartinia parvula är en stekelart som beskrevs av Dusmet 1909. Quartinia parvula ingår i släktet Quartinia och familjen Masaridae. Inga underarter finns listade i Catalogue of Life.